# Сачхере
Сачхере (на грузински: საჩხერე) е град в централна Грузия, административен център на Сачхерски район в област Имеретия. Населението му е около 6 140 души (2014).
Разположен е на 508 метра надморска височина в долината на река Квирила, на 56 километра източно от Кутаиси и на 70 километра северозападно от Гори. Край селището е разположена някогашната крепост Модинахе, вековна резиденция на княжеския род Церетели.
В града се намира футболният клуб ФК Чихура Сачхере.

## Известни личности
Починали в Сачхере
- Акаки Церетели (1840-1915), писател